# 407 (tal)
407 är det naturliga talet som följer 406 och som följs av 408.

## Inom vetenskapen
- 407 Arachne, en asteroid.

## Inom matematiken
- 407 är ett udda tal
- 407 är ett sammansatt tal
- 407 är ett defekt tal
- 407 är ett Armstrongtal